# William Halsall
William Formby Halsall (20 de març de 1841 – 7 de novembre de 1919) fou un pintor anglès nascut a Kirkdale, Anglaterra Els pares seus eren John i Mary. Va viure a Provincetown, Massachusetts i es va nacionalitzar estatunidenc.
Halsall va ser educat a Boston, Massachusetts i va treballar com a mariner durant set anys entre 1852 i 1859. El 1860, va començar a estudiar pintura al fresc, però a causa de l'esclat de la Guerra Civil americana, es va allistar a la Marina dels Estats Units. Després de dos anys de servei, va reprendre la seva formació artística
El 1862, Halsall es va especialitzar en pintar pintures marines i va estudiar al Lowell Institute de Boston fins a 1870. Halsall fou també un membre fundador de la Provincetown Art Association, creada el 1914. Va morir a Winthrop, Massachusetts el 7 de novembre de 1919.